# Animatographo
Animatographo foi uma revista brasileira. A publicação é considerada a primeira revista especializada em cinema do Brasil.
Editada no Rio de Janeiro pelo empresário Paschoal Segreto, foi lançada em 1898 e durou apenas quatro edições. O conteúdo editorial da revista era a divulgação de filmes do Salão de Novidades Paris, uma sala de exibição do próprio empresário.